# Доктор Дуум
Виктор вон Дуум (на английски: Victor von Doom), познат и като Доктор Дуум (Doctor Doom) е измислен суперзлодей на Марвел Комикс. Създаден е от Стан Лий и Джак Кърби, героят дебютира във Fantastic Four#5 през юли 1962 година. Той е лидер на измислената балканска страна Латверия. Появявал се много в продуктите на Марвел – комикси, филми, сериали и видеоигри. Доктор Дуум е най-големият враг на Фантастичната четворка.
Дуум е гений в областта на физиката, роботиката, кибернетиката, генетиката, технологията на оръжията, биохимията и пътуването във времето. Също така има нелоши познания в областта на магията.
Хип-хоп артистът MF Doom носи маска, подобна на тази на Доктор Дуум.